# Ștefan Tudor
Ștefan Tudor (født 3. marts 1943 i Poienarii Burchii, Rumænien, død 15. februar 2021[kilde mangler]) var en rumænsk roer.
Tudor var en del af den rumænske toer med styrmand, der vandt bronze ved OL 1972 i München. Petre Ceapura og styrmand Ladislau Lovrenschi udgjorde bådens øvrige besætning. Rumænerne sikrede sig bronzemedaljen efter en finale, hvor Østtyskland vandt guld, mens Tjekkoslovakiet fik sølv. Han deltog også ved både OL 1968 i Mexico City og OL 1976 i Montreal.
Tudor, Ceapura og Lovrenschi vandt desuden en VM-guldmedalje i toer med styrmand ved VM 1970 i Canada.

## OL-medaljer
- 1972:  Bronze i toer med styrmand